# Wilsthorpe, Lincolnshire
Wilsthorpe är en by i civil parish Braceborough and Wilsthorpe, i distriktet South Kesteven, i grevskapet Lincolnshire, i England. Byn är belägen 9 km från Stamford. Wilsthorpe var en civil parish 1866–1931 när blev den en del av Braceborough and Wilsthorpe. Civil parish hade 60 invånare år 1921. Byn nämndes i Domedagsboken (Domesday Book) år 1086, och kallades då Wivelestorp.